# María Lucelly Murillo
María Lucelly Murillo (ur. 5 maja 1991) – kolumbijska lekkoatletka specjalizująca się w rzucie oszczepem.
W 2009 wygrała juniorskie mistrzostwa Ameryki Południowej oraz czempionat panamerykański juniorów. Złota medalistka mistrzostw kontynentu południowoamerykańskiego młodzieżowców (2010). W tym samym sezonie tuż za podium – na czwartym miejscu – zakończyła start w mistrzostwach świata juniorów w Moncton. Największym sukcesem zawodniczki w gronie seniorów jest zdobycie złotego medalu mistrzostw Ameryki Południowej w czerwcu 2011. Stawała na podium mistrzostw Kolumbii oraz cztery razy poprawiała rekord swojego kraju w kategorii juniorów.
Rekord życiowy: 62,72 (23 sierpnia 2023, Budapeszt).

## Osiągnięcia
| Rok  | Impreza                                     | Miejsce             | Pozycja           | Wynik |
| ---- | ------------------------------------------- | ------------------- | ----------------- | ----- |
| 2009 | Mistrzostwa Ameryki Południowej juniorów    | São Paulo           | 1. miejsce        | 50,08 |
| 2009 | Mistrzostwa panamerykańskie juniorów        | Port-of-Spain       | 1. miejsce        | 51,76 |
| 2010 | Młodzieżowe mistrzostwa Ameryki Południowej | Medellín            | 1. miejsce        | 56,08 |
| 2010 | Mistrzostwa świata juniorów                 | Moncton             | 4. miejsce        | 54,44 |
| 2010 | Igrzyska Ameryki Środkowej i Karaibów       | Mayagüez            | 3. miejsce        | 55,40 |
| 2011 | Mistrzostwa Ameryki Południowej             | Buenos Aires        | 1. miejsce        | 55,85 |
| 2011 | Mistrzostwa świata                          | Daegu               | el. – 28. miejsce | 52,83 |
| 2013 | Mistrzostwa Ameryki Południowej             | Cartagena de Indias | 5. miejsce        | 54,61 |
| 2013 | Igrzyska boliwaryjskie                      | Trujillo            | 2. miejsce        | 55,98 |
| 2014 | Igrzyska Ameryki Południowej                | Santiago            | 4. miejsce        | 55,76 |
| 2014 | Igrzyska Ameryki Środkowej i Karaibów       | Xalapa              | 5. miejsce        | 53,06 |
| 2018 | Igrzyska Ameryki Południowej                | Cochabamba          | 2. miejsce        | 58,81 |
| 2018 | Igrzyska Ameryki Środkowej i Karaibów       | Barranquilla        | 1. miejsce        | 59,54 |
| 2018 | Mistrzostwa ibero-amerykańskie              | Lima                | 1. miejsce        | 59,51 |
| 2019 | Mistrzostwa Ameryki Południowej             | Lima                | 2. miejsce        | 57,24 |
| 2019 | Igrzyska panamerykańskie                    | Lima                | 4. miejsce        | 59,69 |
| 2021 | Mistrzostwa Ameryki Południowej             | Guayaquil           | 2. miejsce        | 59,92 |
| 2021 | Igrzyska olimpijskie                        | Tokio               | el. – 27. miejsce | 54,98 |
| 2023 | Igrzyska Ameryki Środkowej i Karaibów       | San Salvador        | 2. miejsce        | 58,92 |
| 2023 | Mistrzostwa Ameryki Południowej             | São Paulo           | 3. miejsce        | 59,75 |
| 2023 | Mistrzostwa świata                          | Budapeszt           | 11. miejsce       | 54,85 |
| 2023 | Igrzyska panamerykańskie                    | Santiago            | 4. miejsce        | 59,19 |
| 2024 | Mistrzostwa ibero-amerykańskie              | Cuiabá              | 4. miejsce        | 57,80 |
| 2024 | Igrzyska olimpijskie                        | Paryż               | el. – 16. miejsce | 60,38 |